# Stranger in a Strange Land (canção)
"Stranger in a Strange Land" é o segundo single do álbum Somewhere in Time de 1986 da banda inglesa Iron Maiden. A música, ao contrário do que muitos pensam, não está relacionada com o romance de mesmo nome de Robert A. Heinlein. A letra na verdade é inspirada na história de um explorador que visitava o Ártico e acabou morrendo congelado, e depois de cem anos seu corpo foi encontrado preservado por  outros exploradores. Adrian Smith escreveu essa música após conversar com um explorador que teve uma experiência semelhante de descobrir um corpo congelado. 
O solo de guitarra de "Stranger in a Strange Land" é tocado por Adrian Smith. "Stranger in a Strange Land" é uma das poucas músicas do Iron Maiden que utilizam a técnica de fade out, outras são "The Prophecy" do álbum Seventh Son of a Seventh Son e "Women in Uniform".
O lado-B deste single possui duas músicas ("That Girl" e "Juanita") de bandas de amigos de Adrian Smith. O primeiro solo da música "That Girl" é desempenhado por Dave Murray e o último por Adrian Smith.

## Detalhes sobre a capa
Na capa do single Eddie está caracterizado como um cyborg, utlilizando um sobretudo e um chápeu dentro de um bar futurista. O desenho da capa single possui alguns detalhes escondidos:
- A direita de Eddie há um pequeno relógio digital acima da janela, onde está marcando "11:58". Trata-se de uma referência ao single de 1984: "2 Minutes to Midnight".
- Duas cartas estão caindo da mesa que está em primeiro plano, em uma delas há a figura de um ceifador em um fundo laranja.

## Lista de reprodução
1. "Stranger in a Strange Land" (Adrian Smith) – 5:45
2. "That Girl" (Andy Barnett, Dave Colwell; The Entire Population of Hackney ) – 5:04
3. "Juanita" (Steve Barnacle, Derek O'Neil; Marshall Fury ) – 3:47

## Créditos
- Bruce Dickinson – vocal
- Dave Murray – guitarra
- Adrian Smith – guitarra, vocal de apoio
- Steve Harris – baixo, vocal de apoio
- Nicko McBrain – bateria

## Desempenho nas paradas
| Single                       | Gráfico          | Posição |
| ---------------------------- | ---------------- | ------- |
| "Stranger in a Strange Land" | UK Singles Chart | 22      |